# Damian Kindler
Damian Kindler (Melbourne, Austrália) é um roteirista e produtor de TV nascido em Melbourne, Austrália e radicado em Toronto no Canadá desde criança. Atualmente ele vive em Vancouver com sua esposa e os dois filhos.
Ele é conhecido por sua contribuição para os seriados de TV Stargate SG-1 e Stargate Atlantis como produtor e roteirista. Ele atualmente é o produtor executivo e criador da série de TV canadense Sanctuary (série).